# Província do Norte (Estado Português da Índia)
A Província do Norte foi uma subdivisão do Estado Português da Índia, existente entre 1534 e 1739, com capital em Baçaim.
A origem da Província do Norte prende-se com a conquista de Baçaim e anexação do seu hinterland, em 1534. Seguiu-se uma guerra que confirmou, por volta de 1542, a soberania portuguesa sobre a totalidade do distrito de Baçaim. A Província é estendida com a conquista, em 1556, das praganas de Manorá e Asserim, integradas posteriormente no distrito de Baçaim. O distrito de Damão é anexado em 1558 e no ano seguinte é lhe adicionada a pragana Boticer, perdida em 1581.
A maior parte da área da Província caiu definitivamente em poder dos maratas em 1739. Após a sua queda, parte do seu território deu origem ao exclave português de Damão, em posse do Portugal até 1961. Em 1783, Portugal anexou a Pragana de Dadrá e Nagar-Aveli, constituída por parte da pragana de Loaça, parte do antigo distrito de Damão, entre 1558 e 1739. Este território manteve-se sob soberania portuguesa até 1954.

### Subdivisões
A Província do Norte dividia-se em dois distritos (Baçaim e Damão). Cada distrito tinha as suas subdivisões internas, praganas e cassabés.
| Subdivisão          | Distrito | Localidade (Coordenadas)               | Nota |
| ------------------- | -------- | -------------------------------------- | --- |
| Cassabé de Caranja  | Baçaim   | Uran (18.87723, 72.92833)              | 1534-1739.                                                                                               |
| Cassabé de Bombaim  | Baçaim   | Fort (Mumbai) (18.9316, 72.83809)      | 1534-1739.                                                                                               |
| Cassabé de Maim     | Baçaim   | Mahim (19.03547, 72.8423)              | 1534-1739.                                                                                               |
| Ilha de Salcete     | Baçaim   | Bandorá (19.05955, 72.82952)           | 1534-1739.                                                                                               |
| Cassabé de Taná     | Baçaim   | Thane (19.20023, 72.98409)             | 1534-1739.                                                                                               |
| Pragana Panchena    | Baçaim   | Taloje Panchanand (19.06942, 73.08721) | 1534-1739.                                                                                               |
| Pragana Sabaio      | Baçaim   | Belapur (19.0049, 73.02838)            | 1534-1739.                                                                                               |
| Pragana Cairena     | Baçaim   | Kopar Khairane (19.10454, 73.00329)    | 1534-1739.                                                                                               |
| Cassabé de Baçaim   | Baçaim   | Baçaim (19.33053, 72.81558)            | 1534-1739.                                                                                               |
| Cassabé de Sopará   | Baçaim   | Nala Sopara (19.41935, 72.81172)       | 1534-1739.                                                                                               |
| Cassabé de Agaçaim  | Baçaim   | Agashi (19.46038, 72.77473)            | 1534-1739.                                                                                               |
| Pragana Anzor       | Baçaim   | Anjur (19.21543, 73.0393)              | 1534-1739.                                                                                               |
| Pragana Camão       | Baçaim   | Kaman (19.36115, 72.90492)             | 1534-1739.                                                                                               |
| Pragana Herá        | Baçaim   | Hedavade (19.50635, 72.90071)          | 1534-1739.                                                                                               |
| Pragana Solgão      | Baçaim   | Koshimbe (19.51559, 72.86927)          | 1534-1739.                                                                                               |
| Pragana Manorá      | Baçaim   | Manor (19.72273, 72.91062)             | 1556-1739.                                                                                               |
| Pragana Asserim     | Baçaim   | Asherigad Fort (19.82149, 72.9218)     | 1556-1739.                                                                                               |
| Pragana Maim-Quelme | Damão    | Mahim (19.65325, 72.71944)             | 1558-1739.                                                                                               |
| Pragana Tarapur     | Damão    | Tarapur (19.86378, 72.68206)           | 1558-1739.                                                                                               |
| Pragana Danu        | Damão    | Dahanu (19.97259, 72.72047)            | 1558-1739.                                                                                               |
| Pragana Bará        | Damão    | Bahare (20.04331, 72.87796)            | 1558-1739.                                                                                               |
| Pragana Sangens     | Damão    | Sanjan (20.19211, 72.81794)            | 1558-1739.                                                                                               |
| Pragana Naer        | Damão    | Daman (20.40801, 72.83431)             | Parte desta pragana constituiu parte do exclave de Damão até 1961.                                       |
| Pragana Callana     | Damão    | Nani Daman (20.41486, 72.8353)         | Parte desta pragana constituiu parte do exclave de Damão até 1961.                                       |
| Pragana Loaça       | Damão    | Lavachha (20.30158, 72.98444)          | 1558-1739. Parte desta pragana constituiu partes dos enclaves de Dadrá e Nagar-Aveli, entre 1783 e 1954. |
| Pragana Poarim      | Damão    | Killa-Pardi (20.51245, 72.94799)       | 1558-1739.                                                                                               |
| Pragana Boticer     | Damão    | Valsad (20.59922, 72.93424)            | 1559-1581.                                                                                               |